# جاك وارنر (لاعب كرة قدم)
جاك وارنر (بالإنجليزية: Jack Warner)‏ (1883 في المملكة المتحدة - 16 مايو 1948 في المملكة المتحدة) هو لاعب كرة قدم بريطاني (وحمل سابقاً جنسية المملكة المتحدة لبريطانيا العظمى وأيرلندا) في مركز الدفاع. لعب مع بريستون نورث إيند ونادي بورتسموث ونادي ساوثهامبتون.